# Liebe hat zwei Gesichter
Liebe hat zwei Gesichter (Originaltitel: The Mirror Has Two Faces) ist eine US-amerikanische Liebeskomödie von Barbra Streisand aus dem Jahr 1996. Es ist eine Neuverfilmung des französischen Films Le Miroir a deux faces von André Cayatte aus dem Jahr 1958.

## Handlung
Rose Morgan und Gregory Larkin, zwei Professoren an der Columbia University, haben einige gescheiterte Beziehungen hinter sich. Roses Freund Alex heiratete später ihre Schwester Claire. Gregory gibt eine Bekanntschaftsanzeige auf, die Claire heimlich für Rose beantwortet. Gregory besucht eine Vorlesung von Rose, während der sie abschätzig über die Rolle von Sex in der Beziehung spricht. Er verlässt die Vorlesung, bevor Rose ihren Vortrag beendet hat, was der Hauptgrund für die nachfolgenden Missverständnisse ist, denn Rose lehnt Sex keineswegs grundsätzlich ab.
Rose und Gregory lernen sich näher kennen und beschließen, eine platonische Beziehung zu führen. Später heiraten sie. Als Rose eines Tages Sex haben will, ist Gregory verunsichert und lehnt schließlich ab. Gregory fährt für einige Monate nach Europa. Rose beschließt nach einigen aufbauenden Worten ihrer Mutter, eine Kompletterneuerung durchzuführen, so dass sie sich selbst gefällt. Als Gregory aus Europa zurückkehrt, ist er entsetzt über die Veränderung von Rose. Diese legt ihm nahe, dass sie das Bedürfnis nach Leidenschaft habe und ihn somit verlassen werde.
Alex wird von Claire verlassen. Nun, da Rose zu einer hinreißenden und attraktiven Frau geworden ist, hat er durchaus Interesse an ihr. Rose wird jedoch klar, dass sie nichts mehr für Alex empfindet. Gregory, der schon lange nicht mehr ohne Rose klarkommt, beschließt in seiner Eifersucht, Rose zu beichten, dass er nicht mehr ohne sie leben kann.

## Kritiken
Roger Ebert von der Chicago Sun-Times verglich den Film mit einem Theaterstück von George Bernard Shaw. Er behandle die Themen der Sexualität und der Liebe auf eine intelligente Weise.
Das Lexikon des internationalen Films beschreibt Liebe hat zwei Gesichter als „[e]ine romantische Beziehungskomödie um das komplizierte Verhältnis von Verstand und Gefühl sowie die vermeintliche Unvereinbarkeit von körperlicher und seelischer Liebe“. Der Film sei „[m]it viel pointenreichem Sprachwitz amüsant inszeniert“ und besonders „in den Frauenrollen auch nuancenreich und einfühlsam“.

## Auszeichnungen
Lauren Bacall und der von Barbra Streisand und Bryan Adams gesungene Song zum Film I Finally Found Someone waren 1997 für den Oscar nominiert. Bacall gewann im selben Jahr den Golden Globe Award als Beste Nebendarstellerin. Nominiert für den Golden Globe waren zudem Barbra Streisand als Beste Darstellerin, der Song I Finally Found Someone und die Filmmusik von Marvin Hamlisch. Gewinnen konnte Bacall 1996 auch den San Diego Film Critics Society Award und 1997 den Screen Actors Guild Award; sie war 1997 zudem für den Golden Satellite Award nominiert.